# Djupström
Djupström är en sjö i Finland. Den ligger i kommunen Kyrkslätt i landskapet Nyland, i den södra delen av landet, 29 km väster om huvudstaden Helsingfors. Djupström ligger 13 meter över havet. I omgivningarna runt Djupström växer i huvudsak blandskog. Arean är 14,9 hektar och strandlinjen är 2,64 kilometer lång. Sjön  ingår i Finska vikens kustområde. 